# سانتا کریستینا گلا
سانتا کریستینا گلا (به ایتالیایی: Santa Cristina Gela) یک کومونه در ایتالیا است که در استان پالرمو واقع شده‌است.

## خصوصیات
سانتا کریستینا گلا ۳۸ کیلومترمربع مساحت و ۹۲۷ نفر جمعیت دارد و ۶۷۰ متر بالاتر از سطح دریا واقع شده‌است.